# Інтерактивний театр

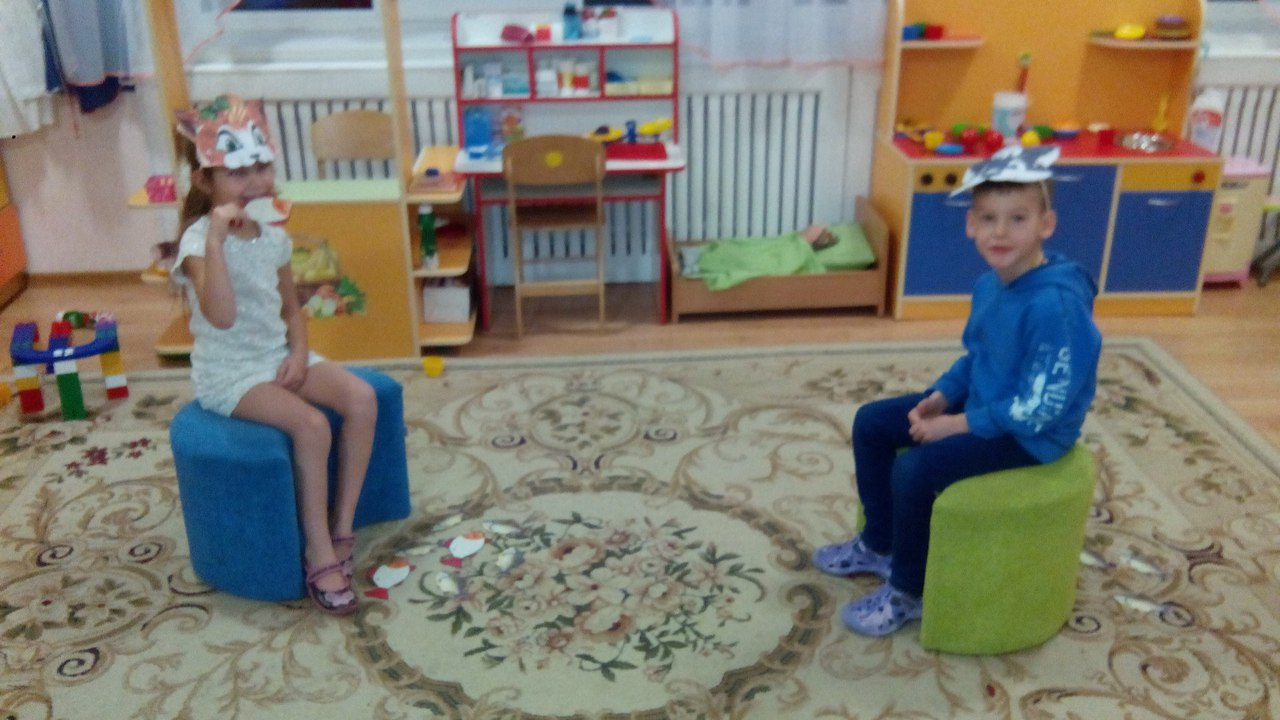

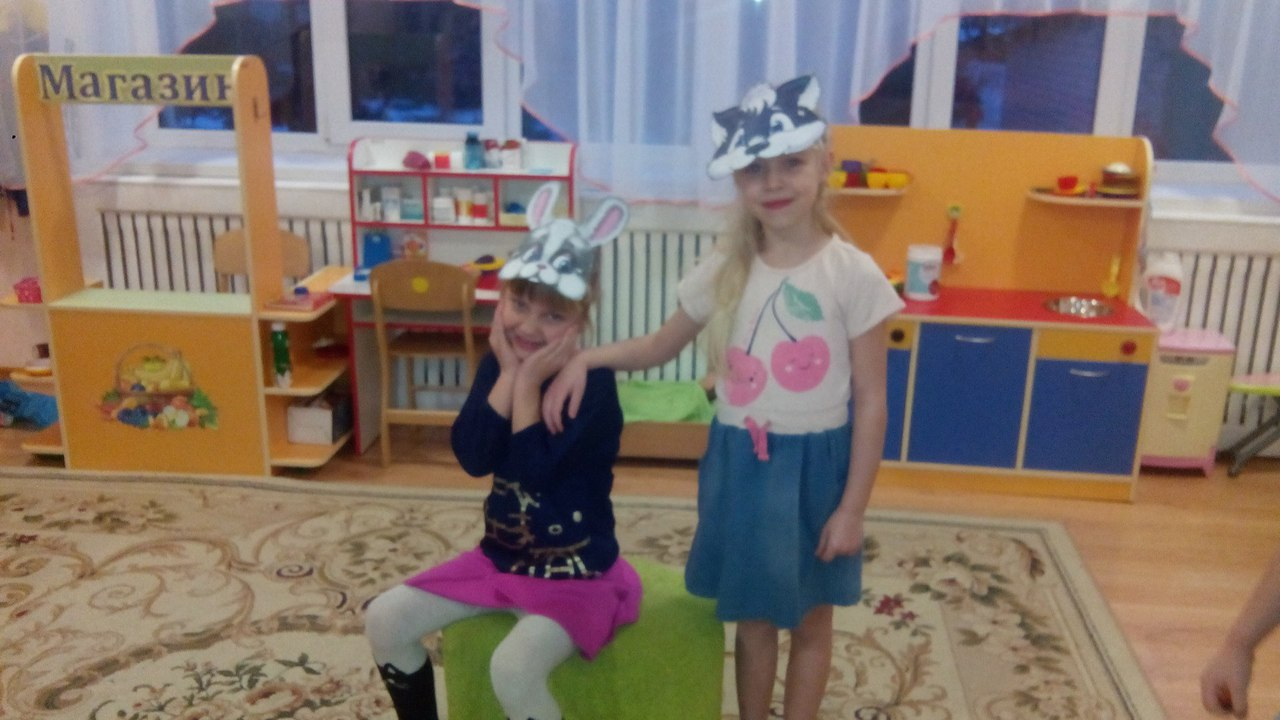

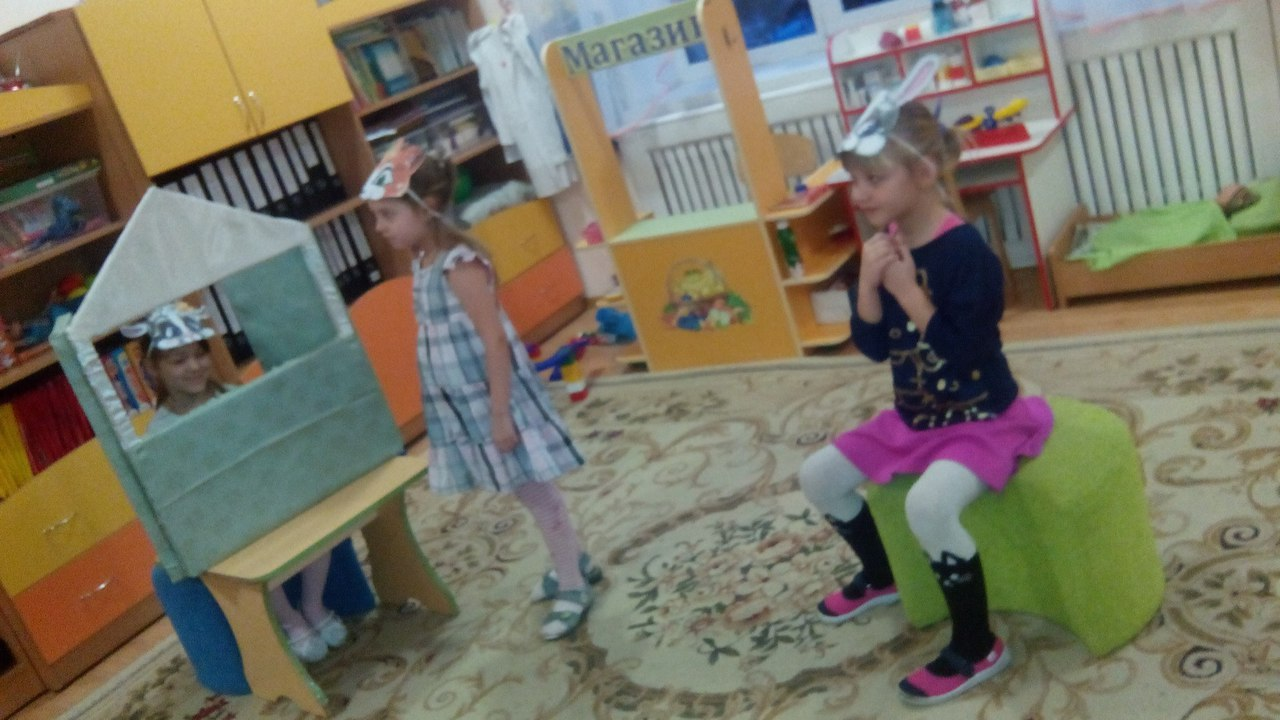

Інтерактивний театр — це гра за змістом художнього твору, яка передбачає активне втручання дітей у зміст твору та спирається на творчу уяву та сформовані етичні уявлення, передбачає обов'язкову (визначену дорослим або придуману дітьми) зміну характеру персонажів та подій самого твору.
Цей вид театру є цінним методом роботи з художньою літературою, в ньому відбувається як поглиблення отриманих вражень та переживань під час сприймання художнього твору, так і активізація етичних уявлень дитини в ситуації морального вибору.
Для інтерактивного театру добираються твори, в яких чітко представлено негативні людські якості та ситуації, що призводять до конфлікту. В ході гри, діти змінюють характер персонажів і відзначають, до яких змін у ході подій це приводить. Дитина знаходить герою твору позитивну модель поведінки, допомагає продемонструвати позитивні якості і позбутися власних недоліків. Змінюючи характер персонажа та його поведінку, дитина переносить це у свій внутрішній світ і працює над собою, долає власні моральні проблеми, навчається моделювати поведінку і самостійно знаходити вихід в схожих ситуаціях.
Види інтерактивного театру за формою організації: режисерська гра та інтерактивна драматизація.
Режисерська гра: дитина в такій грі виступає сама режисером, створює сюжет, маніпулює іграшками та може їх озвучувати. Послідовність роботи: після обговорення нової ідеї художнього твору, встановлення причини ситуації в якій опинився герой, відбувається постановка проблеми перед дитиною, розглядання та вибір атрибутів, безпосередня гра дитини.
Інтерактивна драматизація. В цьому виді театру діти виступають акторами та виконавцями самостійно створеного сюжету. Спочатку відбувається спільне сюжетоскладаня: вихователь обговорює з дітьми можливі варіанти розгортання подій, потім діти складають спільну розповідь, а дорослий її узагальнює. Пізніше, з набуттям досвіду, діти можуть імпровізувати — тобто учасники гри одночасно створюють та розігрують сюжет.